# Clint Ritchie
Clint Ritchie, właśc. Clinton Charles Augustus Ritchie (ur.  9 sierpnia 1938 w Grafton w stanie Dakota Północna, zm. 31 stycznia 2009 w Roseville w Kalifornii) – amerykański aktor. Odtwórca roli Clintona Jamesa „Clinta” Buchanana w operze mydlanej ABC Tylko jedno życie (One Life to Live, 1979–1999; 2003–2004), za którą był trzykrotnie nominowany do nagrody Soap Opera Digest.

## Filmografia

### Filmy
- 1966: Alvarez Kelly jako porucznik unijny
- 1967: The Reluctant Astronaut jako oficer
- 1967: Pierwszy do walki (First to Fight) jako sierżant Slater
- 1967: Masakra w dniu świętego Walentego (The St. Valentine’s Day Massacre) jako Jack McGurn
- 1968: Bandolero! jako Babe Jenkins
- 1970: Patton jako kapitan czołgu
- 1971: Zabójcy pokoju (The Peace Killers) jako rebeliant
- 1972: Joe Kidd jako Calvin
- 1975: Próba miłości (Against a Crooked Sky) jako John Sutter
- 1976: Skarb Matecumbe (Treasure of Matecumbe) jako dowódca łodzi płaskiej
- 1976: Bitwa o Midway (Midway) jako porucznik komandor Charlesa Fentona
- 1977: Poco... Mały piesek zaginął (Poco... Little Dog Lost) jako Pan McKinna
- 1979: Jednoosobowy oddział (A Force of One) jako Melrose

### Seriale
- 1967: Batman jako Boff
- 1979: Dallas jako Bud Morgan
- 1979–1999; 2003–2004: Tylko jedno życie (One Life to Live) jako Clinton James „Clint” Buchanan
- 1994: Roseanne jako Clinton James „Clint” Buchanan